# Le Prisonnier de l'eau
Le Prisonnier de l'eau est le vingtième roman de la série Les Conquérants de l'impossible par Philippe Ébly, édité en décembre 2007 chez Temps Impossibles.

## Résumé
Le professeur Auvernaux a découvert un nouveau tunnel temporel en 1320. Un tunnel qui semble s'activer alors que la technologie nécessaire n'existe pas à cette époque reculée. Il décide de faire appel aux Conquérants afin de résoudre cette énigme. Serge, Thibaut, Xolotl et Souhi partent donc en mission au Moyen Âge à la recherche d'un alchimiste.

## Les différentes éditions
- 2007 - Temps Impossibles (français, version originale). Illustré par Fred Grivaud.

## Commentaires
- Onze ans après le dernier inédit, c'est aussi le premier roman publié chez Temps impossibles.
- Il devait être édité par les Éditions Degliame fin 2005, mais le dépôt de bilan de l'éditeur l'en a empêché.
- En fin d'ouvrage, un texte pédagogique d'une dizaine de pages aborde les thèmes du roman (alchimie, Rois maudits etc.)